# Bambiderstroff
Bambiderstroff è un comune francese di 1 046 abitanti situato nel dipartimento della Mosella nella regione del Grand Est.

## Società

### Evoluzione demografica
Abitanti censiti